# Pictures of Matchstick Men
Pictures of Matchstick Men ist ein Lied der britischen Rockband Status Quo aus dem Jahr 1968. Es war die erste Single der Gruppe.

## Veröffentlichung
Pictures of Matchstick Men wurde im Januar 1968 auf dem Label Pye Records mit der Katalognummer PYE 7N17449 veröffentlicht (in Deutschland PYE HT 300 161).
Ursprünglich war der Song als B-Seite von Gentleman Joe’s Sidewalk Cafe gedacht, wurde dann aber zur A-Seite, nachdem sich herausstellte, dass er viel besser ankam und zudem glänzend in den beginnenden Psychedelic-Rock-Musiktrend passte.
Das Stück ist, wie die Single-B-Seite Gentleman Joe’s Sidewalk Cafe, auch auf dem im September 1968 erschienenen Album Picturesque Matchstickable Messages from the Status Quo enthalten.

## Beschreibung
Der Song beginnt mit einer einzelnen E-Gitarre, die eine simple, hohe 4-Ton-Melodie wiederholt, bevor die zweite E-Gitarre zusammen mit der Hammond-Orgel, dem E-Bass und dem Schlagzeug einsetzt und schließlich der Gesang beginnt. Das als „Psychedelic Bubblegum“ beschriebene Stück ist eines von vielen aus den Endsechzigern, in dem „Flanging“ (Kammfilter-Effekte) eingesetzt wurde, eine Tontechnik, die in den 1950er-Jahren vom US-amerikanischen Gitarristen Les Paul erfunden wurde. Charakteristisch ist auch die Verwendung des Wah-Wah-Pedals, jeweils nach einem Vers in der Strophe (allerdings nur in der originalen Mono-Version).
Songschreiber Francis Rossi über die Entstehung des Liedes:

“I wrote it on the bog. I’d gone there, not for the usual reasons – having a crap and what have you – but to get away from the wife and mother-in-law. I used to go into this narrow frizzing toilet and sit there for hours, until they finally went out. I got three quarters of the song finished in that khazi. The rest I finished in the lounge.”

„Ich schrieb ihn auf dem Scheißhaus. Ich hatte mich dorthin zurückgezogen, nicht aus den üblichen Gründen – um zu scheißen und so – sondern um meiner Frau und meiner Schwiegermutter zu entfliehen. Ich ging oft in diese enge, brutzelnd-heiße Toilette und saß dort stundenlang, bis sie endlich das Haus verließen. Drei Viertel des Songs habe ich in diesem Klo fertig geschrieben, den Rest im Wohnzimmer.“

## Chartplatzierungen
Die Single stieg in den britischen Charts auf Platz 7 und verschaffte der Band den bis heute einzigen Charthit in den USA (Platz 12). In Kanada erreichte das Lied Platz 8 in den Charts. In Deutschland wurde Status Quo ebenfalls mit diesem Titel bekannt und landete damit in den Charts auf Platz 7. In der Hitliste der Schweiz kam Pictures of Matchstick Men bis auf Rang 5.

## Coverversionen
- Forgotten Rebels veröffentlichten 1986 eine Punkversion von Matchstick Men auf ihrer LP The Pride and Disgrace.
- Camper Van Beethoven coverten Pictures of Matchstick Men auf ihrem 1989er Album Key Lime Pie und hatten mit dem Song einen Nummer-1-Hit in den Alternativ-Charts „Modern Rock Tracks“ des Billboard Magazins.
- Ozzy Osbourne zusammen mit Type O Negative, 1997 auf dem Soundtrack zum autobiografischen Howard-Stern-Film Private Parts.
- Death in Vegas – die im Song Scorpio Rising aus dem gleichnamigen 2003er Album mit Liam Gallagher als Leadsänger verwendete Melodie und Akkordfolge ist nahezu identisch mit der von Pictures of Matchstick Men. Francis Rossi wird deshalb als Koautor genannt.
- Kasabian veröffentlichten 2006 eine Coverversion von Matchstick Men auf ihrer CD-Single Shoot the Runner.

## Erscheinungen in den Medien
- My Name Is Earl – Die Status Quo Version läuft am Ende der Episode Tanz der Knastis.
- Target Corporation – Außerdem wurde die Status Quo Version für einen Werbespot der Target Corporation verwendet.
- Men in Black 3 – Darüber hinaus ist die Status Quo Version auf der Alien-Fete zu hören, als sich Agent J in das Jahr 1969 zurückversetzen ließ.